# Ctenolophon
Ctenolophon Oliv., 1873 è un genere di piante angiosperme dell'ordine Malpighiales, unico genere della famiglia Ctenolophonaceae Exell & Mendonça, 1951.

## Tassonomia
Il genere comprende le seguenti specie:
- Ctenolophon englerianus Mildbr.
- Ctenolophon parvifolius Oliv.